# Reprovorbereitung
Die Reprovorbereitung war eine Berufstätigkeit in der Reprotechnik. Der Ausbildungsberuf Druckvorlagenhersteller/Reprovorbereitung beinhaltete folgende Aufgaben:
- Erstellung von Kopiervorlagen auf der Basis der Originalvorlagen oder nach Strichzeichnungen
- Erstellung von reproduktionsreifen Schwarz-Weiß- und Farbzeichnungen für Halbton-, Raster- und Strichreproduktionen
- Retuschieren von Originalvorlagen und Duplikaten für die Reproduktion
- Zeichnen von Standskizzen und Schriften
- Montage von Bild und Text
- Ausführen einfacher fotografischer Arbeiten